# 로버트 라 투르노
로버트 라 투르노(Robert La Tourneaux, 1945년 8월 10일 ~ 1986년 6월 3일)는 미국의 배우, 매춘부, 연극 배우, 모델, 포르노 배우이다.
세인트루이스에서 태어났으며 뉴욕에서 사망하였다. 사인은 후천성 면역 결핍 증후군이다.

## 영화
- 붉은 남작 (1971년)
- 밴드의 소년들 (1970년)